# Lake-Naujan-Nationalpark
Der Lake Naujan Nationalpark liegt in der Nähe der Gemeinde Naujan in der Provinz Oriental Mindoro auf den Philippinen. Er umfasst eine Fläche von 13.011 Hektar, die den Großteil des Naujan Sees abdeckt. Er gilt als Initialbestandteil des National Integrated Protected Areas Systems der Philippinen. Der Lake-Naujan-Nationalpark gehört zu den sechs Naturschutzgebieten der Philippinen die als Ramsar-Gebiete ausgewiesen wurden. 
Der See liegt im Nordosten der Insel Mindoro und hat eine Ausdehnung von 14 mal 7 km. Er ist etwa acht Kilometer von der Küstenlinie entfernt, getrennt von einer Hügelkette.
Der Naujan See ist ein Süßwassersee vulkanischen Ursprungs, an seiner Südseite befinden sich Thermalquellen, seine maximale Tiefe beträgt etwa 45 Meter. Die umliegenden Gebiete bedecken Wälder, Heiden und Grasländer, durchsetzt mit Obst- und Kokosnusspalmen-Plantagen. Ein Zentrum für die Erforschung der Aufforstung befindet sich an der Südseite des Sees. 

## Fauna und Flora
Die Lebensgrundlage der Bevölkerung sind Landwirtschaft und Fischerei. Im See gibt es Populationen der Buntbarschgattung Oreochromis, Grundeln, Karpfenfische, Süßwassergarnelen und Seewasserschnecken. Im Gebiet des Nationalparks sind Populationen der Philippinenente, der Platentaube, der Mindoro-Fruchttaube (Ducula mindorensis), der Gefleckte Fruchttaube (Ducula carola), des Rotsteißkakadus (Cacatua haematuropygia), des Mindorokuckucks (Centropus steerii), des Mindoro-Hornvogels (Penelopides mindorensis), der Mindorodrossel (Zoothera cinerea) und des Mindoromistelfresser (Dicaeum retrocinctum) beobachtet worden.

## Einzelnachweise

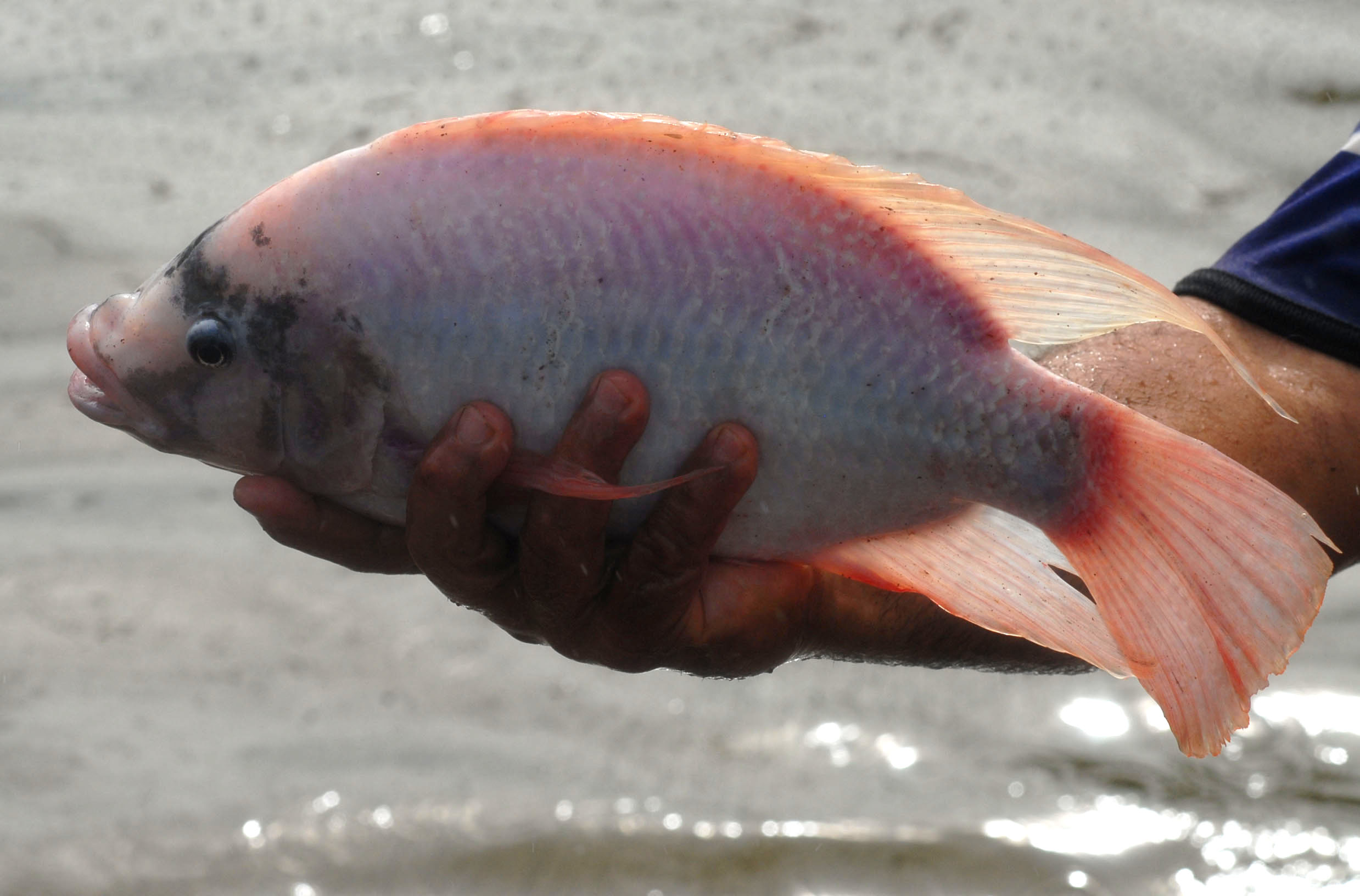
Tilapia
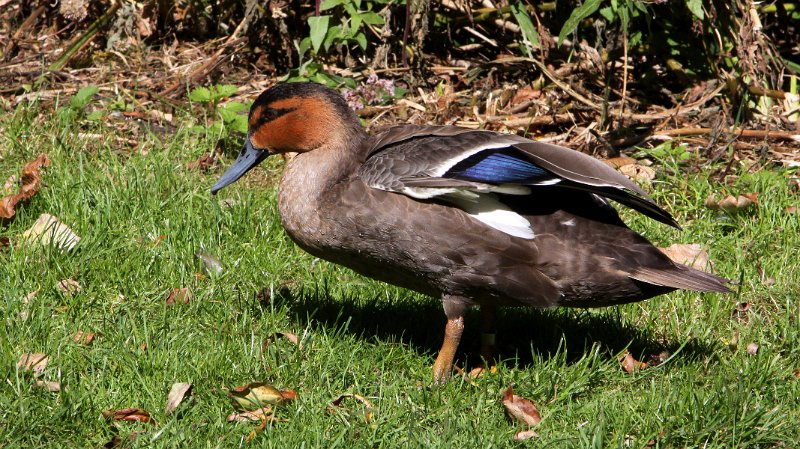
Philippinenente
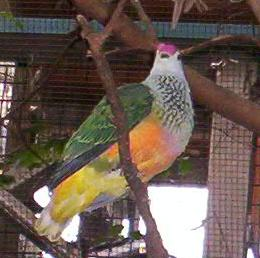
Frucht Taube
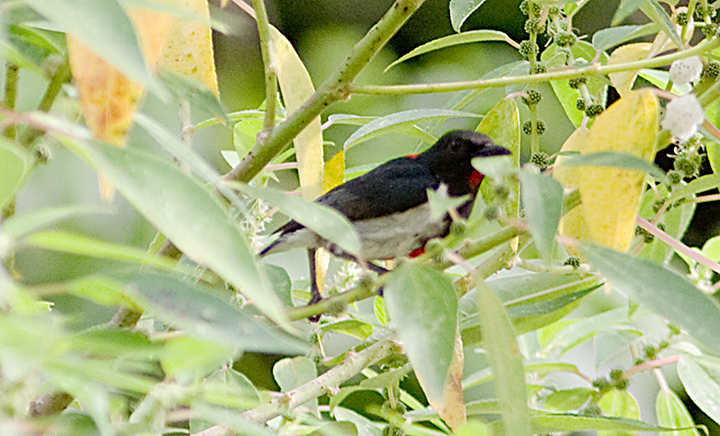
Mistelfresser

## Quelle
- BirdLife International: Lake Naujan. Abgerufen am 17. Januar 2022.
- Lake-Naujan-Nationalpark in der World Database on Protected Areas (englisch)